# 山本裕
山本 裕（やまもと ゆう、1982年2月25日 - ）は、日本の現代舞踊家、コンテンポラリーダンサー、振付家である。ダンスカンパニー「Honey-B」を率いる。

## 経歴
京都府生まれ。
新人賞、ダンスプラン賞、埼玉全国舞踊コンクール第1位、Outstanding Contemporary Choreographer Award(アメリカ)、Dance Theater Prize(チェコ)など多数受賞。文化庁新進芸術家海外研修員制度でオランダのスカピーノバレエ団に1年間留学。ヨーロッパやアジアのフェスティバルより招待、ゲスト出演している。
国内では江戸東京博物館スカイツリー完成記念特別公演、瀬戸内国際芸術祭、六本木アートナイトなどの振付家に選出。都民芸術フェスティバルの振付家に2年連続選出され、その舞台はJ:COMチャンネルにて放映された。さわかみオペラ芸術振興財団ジャパンオペラフェスティバル「椿姫」では振付を担当し、ボローニャ歌劇場フィルハーモニーと共演する。世界的アーティスト“AmPm”のMVにソロ出演、FUJIFILM化粧品「アスタリフト」アジア向けPVに出演、またDragon AshやORβITのMVの振付を手掛ける。オン・ステージ新聞の新人振付家ベストに選出。振付家、ダンサーとしての実績とジャンルを超えた幅広い活躍が評価され、各地の芸術祭のアートディレクターを務める。

京都嵐山芸術祭アートディレクター
別所温泉芸術祭-ZERO-アートディレクター
WITH HARAJUKU コンテンポラリーダンスフェスティバル総合プロデューサー
ダンスカンパニー“Honey→B”芸術監督
SAI International Dance Festival審査員
International competition of music and arts審査員
BROADWAY DANCE CENTER講師